# Kontynenty (kwartalnik)
Kontynenty – kwartalnik podróżniczo-literacki, znany także jako magazyn reporterów, fotografów.
Pierwszy numer „Kontynentów” ukazał się w 2012 jako kontynuator czasopisma krajoznawczo-podróżniczego, wydawanego w 1964–1989. Pierwszy numer ukazał się z zamiarem publikacji nowych wydań z częstotliwością miesięcznika. Właściwie wyszedł jako kwartalnik, a od drugiego numeru „Kontynenty” otrzymały oficjalną częstotliwość kwartalną. W 2012–2014 właścicielem pisma było wydawnictwo „Agora”. Od 2015 właścicielem, wydawcą i redaktorem naczelnym „Kontynentów” jest Dariusz Fedor.
Do grona jego autorów należą znani pisarze, nagradzani reporterzy, fotografowie i podróżnicy, m.in. Tomasz Gudzowaty, Jacek Hugo-Bader, Wojciech Jagielski, Marcin Kydryński, Krzysztof Miller, Andrzej Stasiuk, Wojciech Tochman, Krzysztof Varga, Łukasz Wierzbicki, Mariusz Wilk, Paulina Wilk, Małgorzata Rejmer, Anna Arno, Magdalena Rittenhouse, Iza Klementowska.
Magazyn „Kontynenty” organizuje konkurs fotograficzny „Oko” oraz ustanowił nagrodę „Próg”.

## Nagrody
- w 2014 roku Natasza Goerke za artykuł opublikowany w „Kontynentach”, pt. „Malownicza jest bieda”, otrzymała nagrodę za najlepszą publikację prasową roku na 11. Festiwalu Trzy Żywioły 2014 w Krakowie[4].
- w 2014 roku Artur Gutowski zdobył nagrodę International Photography Awards za fotoreportaż o małpim teatrze w Indonezji, który ukazał się wcześniej w „Kontynentach” nr 2/2014[5].
- w 2015 roku w konkursie Grand Front 2014 na najlepszą okładkę prasową roku organizowanym przez Izbę Wydawców Prasy „Kontynenty” otrzymały wyróżnienie w kategorii „Magazyny wielotematyczne” za okładkę numeru 1/2014[6].